# Liste der Naturdenkmale in Senftenberg
Die Liste der Naturdenkmale in Senftenberg nennt die Naturdenkmale in Senftenberg im Landkreis Oberspreewald-Lausitz in Brandenburg.
In den Spalten befinden sich folgende Informationen:
- Nr.: Identifizierungsnummer nach veröffentlichter Liste. Sie wird von der unteren Naturschutzbehörde des Landkreises oder der kreisfreien Stadt vergeben. Wenn sie bekannt ist, wird sie angegeben. In dieser Spalte kann sich zusätzlich das Wort Wikidata befinden, der entsprechende Link führt zu Angaben zu diesem Naturdenkmal bei Wikidata.
- Bezeichnung: Benennung des Naturdenkmals, in der Regel wird bei Bäume die Baumart genannt. Bekannte Eigennamen werden mit angegeben.
- Gemarkung: Ort oder Gemarkung, in der sich das Naturdenkmal befindet
- Lage: Nennt die Lage des Naturdenkmals im jeweiligen Ortsteil und die geografischen Koordinaten des Naturdenkmals. Link zu einem Kartenansichtstool, um Koordinaten zu setzen. In der Kartenansicht sind Naturdenkmale ohne Koordinaten mit einem roten beziehungsweise orangen Marker dargestellt und können in der Karte gesetzt werden. Denkmale ohne Bild sind mit einem blauen bzw. roten Marker gekennzeichnet, Denkmale mit Bild mit einem grünen beziehungsweise orangen Marker.
- Beschreibung: die Beschreibung des Naturdenkmales
- Schutzzweck: Erläutert den Grund der Unterschutzstellung
- Bild: Zeigt ein Bild des Naturdenkmales und gegebenenfalls ein Link zu weiteren Fotos im Medienarchiv Wikimedia Commons

## Brieske
| Bild                           | Bezeichnung                | Lage | Beschreibung | Schutzzweck | Nummer |
| ------------------------------ | -------------------------- | --- | ------------ | ----------- | ------ |
| Weitere Bilder Fotos hochladen | Stieleiche (Quercus robur) | Brieske, Brieske-Dorf, auf der Straßengabelung vor Grundstück Nr. 12 und 13 (51° 29′ 25,9″ N, 13° 57′ 10,9″ O) |              |             | 0102-1 |

## Großkoschen mit Kleinkoschen
| Bild                           | Bezeichnung                      | Lage                                                                                                   | Beschreibung | Schutzzweck | Nummer |
| ------------------------------ | -------------------------------- | --- | ------------ | ----------- | ------ |
| Weitere Bilder Fotos hochladen | Sommerlinde (Tilia platyphyllos) | Großkoschen, vor dem Gasthaus (51° 29′ 46,6″ N, 14° 3′ 33,7″ O)                                        |              |             | 0103-1 |
| Weitere Bilder Fotos hochladen | Stieleiche (Quercus robur)       | Großkoschen, neben Grundstück Niemtscher Weg 12 a (51° 29′ 43,2″ N, 14° 3′ 17″ O)                      |              |             | 0103-2 |
| Weitere Bilder Fotos hochladen | Stieleiche (Quercus robur)       | Großkoschen, vor der Kirche (51° 29′ 45,7″ N, 14° 3′ 34,7″ O)                                          |              |             | 0103-3 |
| Weitere Bilder Fotos hochladen | Hainbuche (Carpinus betulus)     | Kleinkoschen, stockt vor Gebäudemauer des Grundstücks Dorfstraße Nr. 13 (51° 30′ 27,5″ N, 14° 4′ 8″ O) |              |             | 0105-1 |
| Weitere Bilder Fotos hochladen | Stieleiche (Quercus robur)       | Kleinkoschen, in Kurve Dorfstraße neben Feuerwehrhaus (51° 30′ 18,2″ N, 14° 4′ 0,7″ O)                 |              |             | 0105-2 |

## Hosena
| Bild                           | Bezeichnung                        | Lage                                                                                      | Beschreibung | Schutzzweck | Nummer |
| ------------------------------ | ---------------------------------- | ----------------------------------------------------------------------------------------- | ------------ | ----------- | ------ |
| Weitere Bilder Fotos hochladen | Stieleiche (Quercus robur)         | Hosena, auf dem Platz der Jugend, östlich am Steinkreuz (51° 27′ 10,1″ N, 14° 1′ 33,8″ O) |              |             | 0104-1 |
| Weitere Bilder Fotos hochladen | Stieleiche (Quercus robur)         | Hosena, auf dem Platz der Jugend, westlich (51° 27′ 10,4″ N, 14° 1′ 33″ O)                |              |             | 0104-2 |
| Fotos hochladen                | Sumpfzypresse (Taxodium distichum) | Hosena, auf dem Grundstück Johannisthaler Str. 10 (51° 27′ 8,2″ N, 14° 1′ 39,7″ O)        |              |             | 0104-3 |

## Niemtsch
| Bild                           | Bezeichnung                | Lage | Beschreibung | Schutzzweck | Nummer |
| ------------------------------ | -------------------------- | --- | ------------ | ----------- | ------ |
| Fotos hochladen                | Stieleiche (Quercus robur) | Niemtsch, Senftenberger See, am westlichen Seeufer, auf Fischereigrundstück (51° 29′ 50,1″ N, 13° 59′ 20,5″ O)              |              |             | 0106-1 |
| Weitere Bilder Fotos hochladen | Stieleiche (Quercus robur) | Niemtsch, ca. 50 m südlich Friedhof (51° 29′ 39,9″ N, 13° 58′ 48,7″ O)                                                      |              |             | 0106-2 |
| Weitere Bilder Fotos hochladen | Stieleiche (Quercus robur) | Niemtsch, Seestraße neben Grundstück Nr. 22 (51° 29′ 47,6″ N, 13° 59′ 10,4″ O)                                              |              |             | 0106-3 |
| Weitere Bilder Fotos hochladen | Stieleiche (Quercus robur) | Niemtsch, ca. 45 m südöstlich von der Senftenberger Straße / Einmündung in die Seestraße (51° 29′ 44,9″ N, 13° 58′ 59,2″ O) |              |             | 0106-4 |

## Peickwitz
| Bild                           | Bezeichnung                | Lage                                                                                        | Beschreibung | Schutzzweck | Nummer |
| ------------------------------ | -------------------------- | ------------------------------------------------------------------------------------------- | ------------ | ----------- | ------ |
| Weitere Bilder Fotos hochladen | Stieleiche (Quercus robur) | Peickwitz, an der Straße nach Niemtsch am Sportplatzrand (51° 27′ 57″ N, 13° 59′ 3,1″ O)    |              |             | 0107-1 |
| Weitere Bilder Fotos hochladen | Flatterulme (Ulmus laevis) | Peickwitz, vor dem Bürgerhaus (51° 27′ 50,2″ N, 13° 58′ 56,3″ O)                            |              |             | 0107-2 |
| Weitere Bilder Fotos hochladen | Linde (Tilia)              | Peickwitz, am Koschener Weg / am Parkplatz zum Sportplatz (51° 27′ 53,9″ N, 13° 59′ 9,2″ O) |              |             | 0107-3 |

## Sedlitz
| Bild | Bezeichnung          | Lage                                                                                         | Beschreibung | Schutzzweck | Nummer |
| ---- | -------------------- | -------------------------------------------------------------------------------------------- | ------------ | ----------- | ------ |
| BW   | Eibe (Taxus baccata) | Sedlitz, auf dem Grundstück des Wohnhauses Hauptstraße Nr. 46 (51° 33′ 5,5″ N, 14° 3′ 46″ O) |              |             | 0108-1 |

## Senftenberg
| Bild                           | Bezeichnung                            | Lage | Beschreibung | Schutzzweck | Nummer  |
| ------------------------------ | -------------------------------------- | --- | --- | ----------- | ------- |
| Weitere Bilder Fotos hochladen | Blutbuche (Fagus sylvatica ,Purpurea’) | Senftenberg, auf Schulhof der Realschule, Ecke Schulstraße/Bergbaustraße (51° 31′ 0,9″ N, 14° 0′ 7,5″ O)                                                                                         | |             | 0100-1  |
| Weitere Bilder Fotos hochladen | Roteiche (Quercus rubra)               | Senftenberg, Einmündung Niemtscher Weg – Hanseaten Straße, nördlicher Baum (51° 30′ 55,6″ N, 13° 59′ 44,3″ O)                                                                                    | |             | 0100-2  |
| Weitere Bilder Fotos hochladen | Platane (Platanus x hispanica)         | Senftenberg, auf dem Gelände der Studiobühne (51° 31′ 28,9″ N, 14° 0′ 19,9″ O) | |             | 0100-3  |
| Weitere Bilder Fotos hochladen | Roteiche (Quercus rubra)               | Senftenberg, 50 m südwestlich vom Jahndenkmal (51° 31′ 0,7″ N, 14° 0′ 19″ O) | ältester Baum im Schlosspark; Alter zirka 115 Jahre; im Jahr 2015 wegen Pilzbefall (Flacher und Wulstiger Lackporling) auf vier Meter eingekürzt |             | 0100-4  |
| Weitere Bilder Fotos hochladen | Stieleiche (Quercus robur)             | Senftenberg, außerhalb vom Garten des Kindergartens Glück-Auf-Straße, bildet mit den Bäumen Nr. 0100-6 bis 0100-9 eine Reihe (51° 30′ 52,4″ N, 13° 59′ 57,3″ O)                                  | |             | 0100-5  |
| Weitere Bilder Fotos hochladen | Stieleiche (Quercus robur)             | Senftenberg, im Garten des Kindergartens Glück-Auf-Straße, nördlich vom Gebäude, bildet mit den Bäumen 0100-5, 0100-7, 0100-8, 0100-9 eine Reihe (51° 30′ 52,2″ N, 13° 59′ 56,9″ O)              | |             | 0100-6  |
| Weitere Bilder Fotos hochladen | Stieleiche (Quercus robur)             | Senftenberg, im Garten des Kindergartens Glück-Auf-Straße, ca. 10 m nordwestlich vom Gebäude, bildet mit den Bäumen 0100-5, 0100-6, 0100-8, 0100-9 eine Reihe (51° 30′ 52,1″ N, 13° 59′ 56,4″ O) | |             | 0100-7  |
| Weitere Bilder Fotos hochladen | Stieleiche (Quercus robur)             | Senftenberg, außerhalb vom Garten des Kindergartens Glück-Auf-Straße, östlicher Baum, bildet mit den Bäumen 0100-5, 0100-6, 0100-7, 0100-9 eine Reihe (51° 30′ 51,7″ N, 13° 59′ 55,9″ O)         | |             | 0100-8  |
| Weitere Bilder Fotos hochladen | Stieleiche (Quercus robur)             | Senftenberg, nordwestlich außerhalb vom Garten Glück – Auf – Straße, westlicher Baum, bildet mit den Bäumen 0100-5 bis 0100-8 eine Reihe (51° 30′ 51,7″ N, 13° 59′ 55,3″ O)                      | |             | 0100-9  |
| Weitere Bilder Fotos hochladen | Stieleiche (Quercus robur)             | Senftenberg, vor dem Grundstück Kormoranstraße Nr. 14 (51° 30′ 45,5″ N, 13° 59′ 41,9″ O) | |             | 0100-10 |
| Weitere Bilder Fotos hochladen | Blutbuche (Fagus sylvatica ,Purpurea’) | Senftenberg, hinterer Teil Hof Gottschalk-Straße 6 (51° 31′ 17,6″ N, 14° 0′ 21,3″ O) | |             | 0100-11 |